# Aftonlandskap med två män
Aftonlandskap med två män (tyska: Greifswalder Hafen) är en oljemålning av den tyske konstnären Caspar David Friedrich från 1830–1835. Målningen ingår i Eremitagets samlingar i Sankt Petersburg. 
Målningen innehåller ett typiskt Friedrichmotiv; två ryggvända figurer i skymningsljus spanar ut mot naturens storslagenhet (jämför till exempel Två män som betraktar månen). Målningen inköptes förmodligen 1835 eller något senare av tsar Nikolaj I av Ryssland och tillhör konstnärens sista verksamhetsperiod. Eremitaget innehar en av de största Friedrichssamlingarna utanför Tyskland, där till exempel På segelbåten (1818), Systrarna på terrassen vid hamnen (1820), Månuppgång över havet (1821), Minne av Riesengebirge (1835) och Drömmaren (1835) ingår.

## Andra Friedrichmålningar på Eremitaget

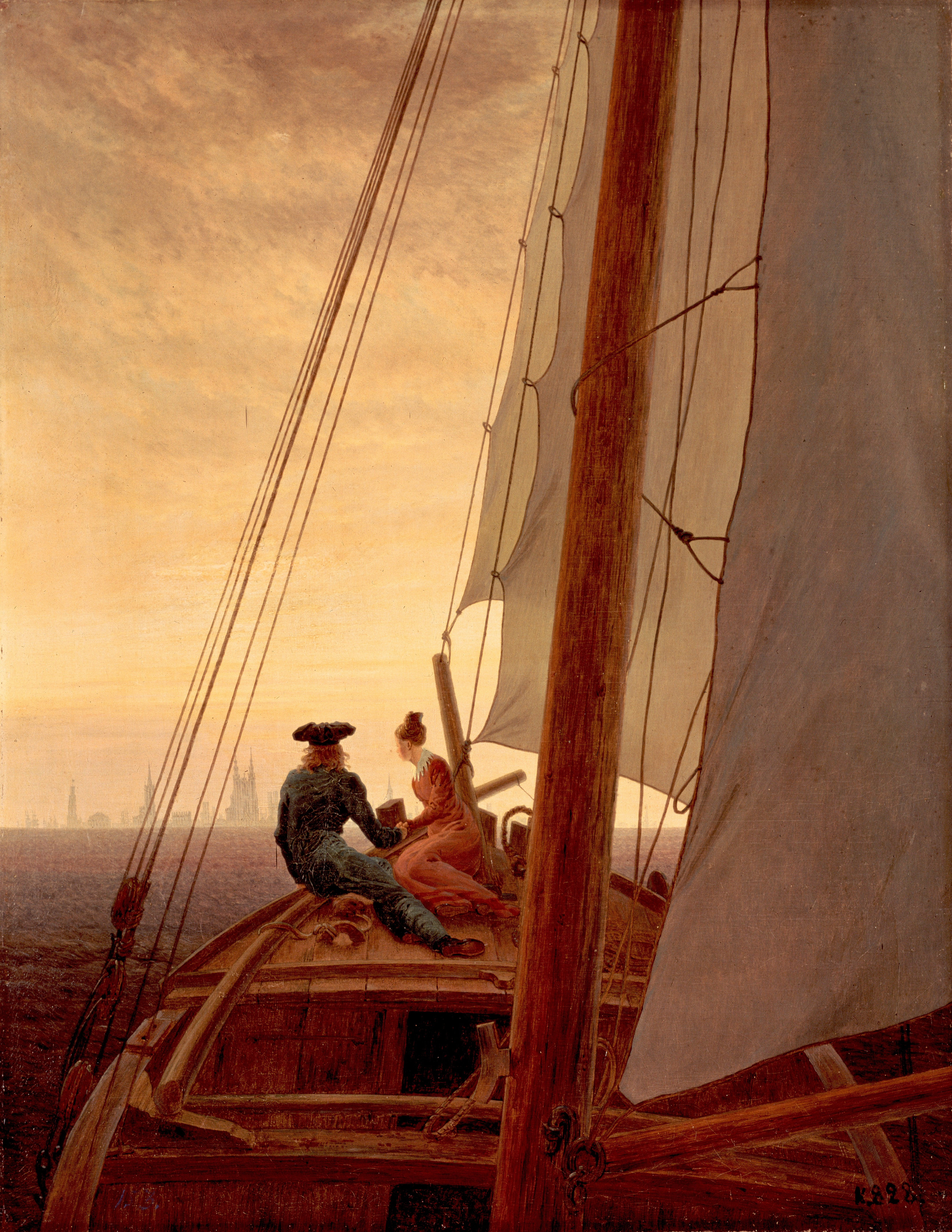
På segelbåten (1818).
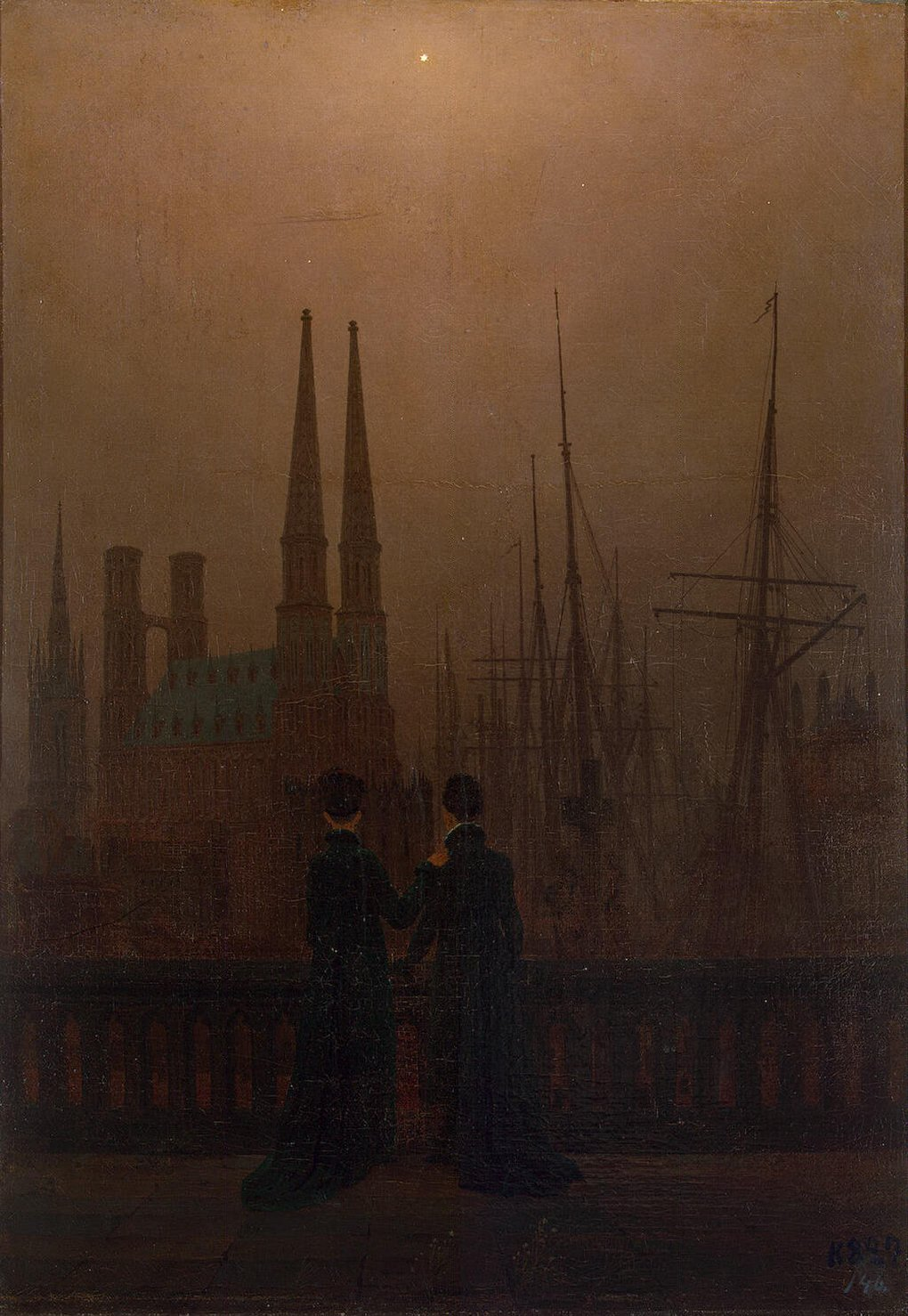
Systrarna på terrassen vid hamnen (1820).
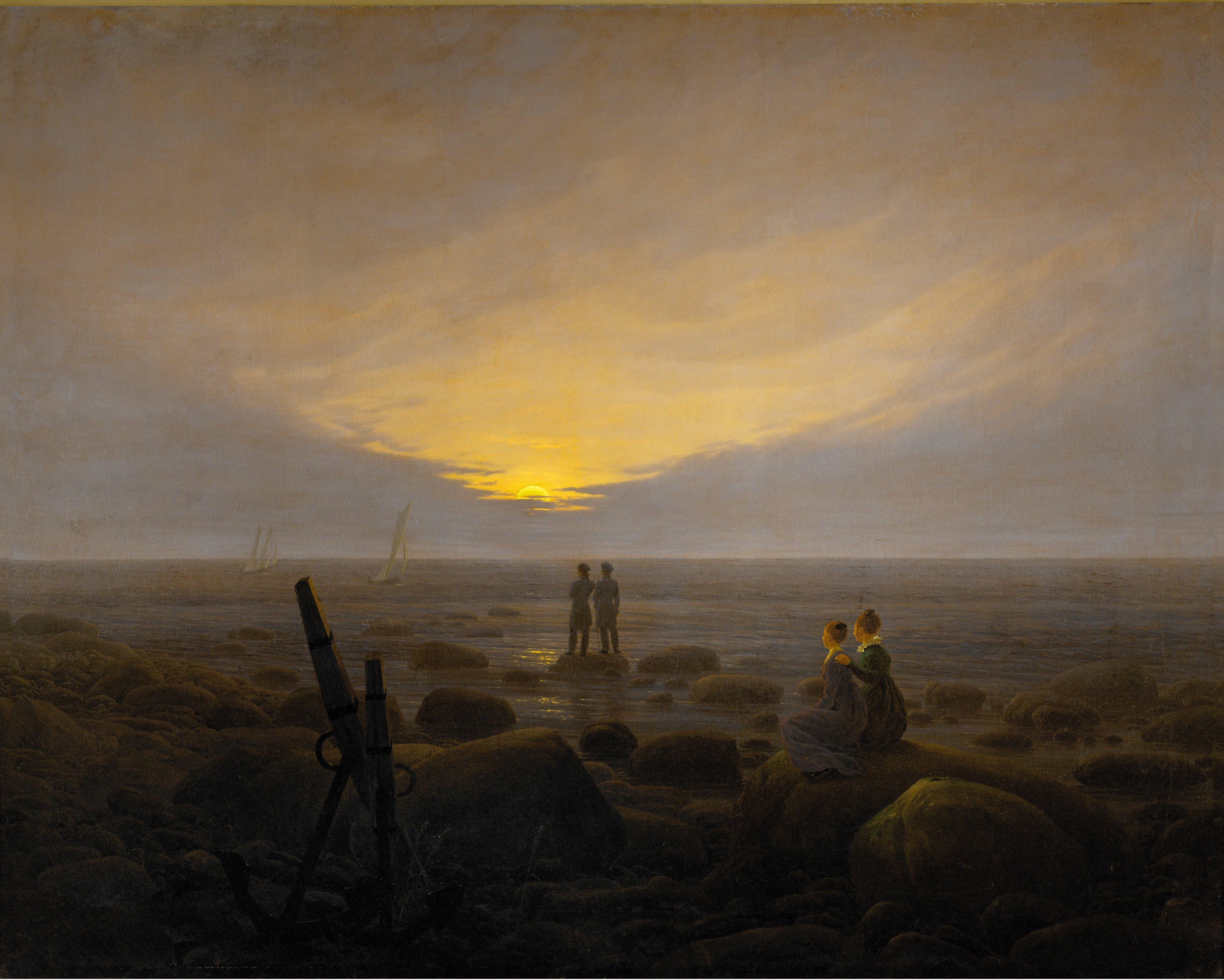
Månuppgång över havet (1821).
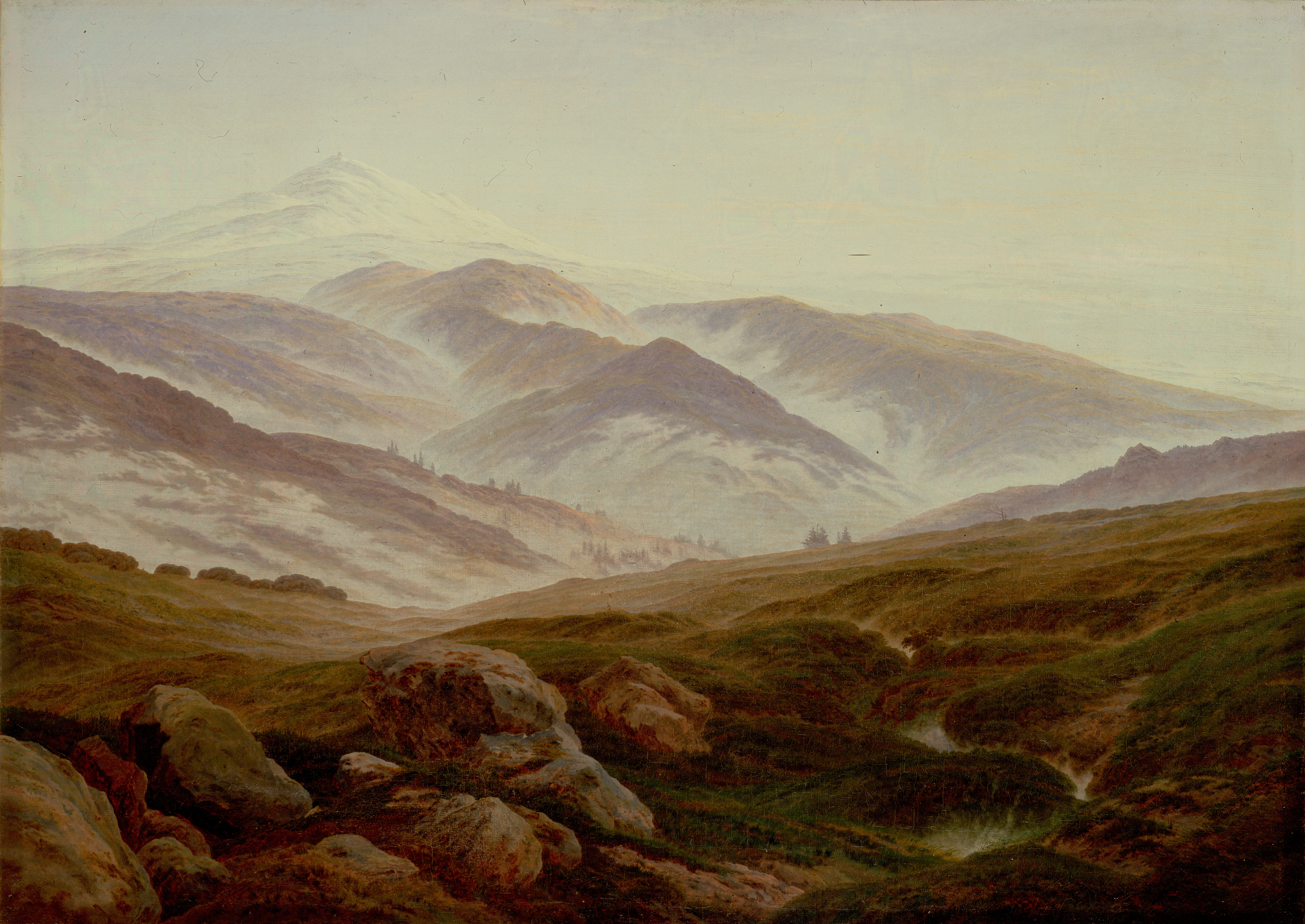
Minne av Riesengebirge (1835).
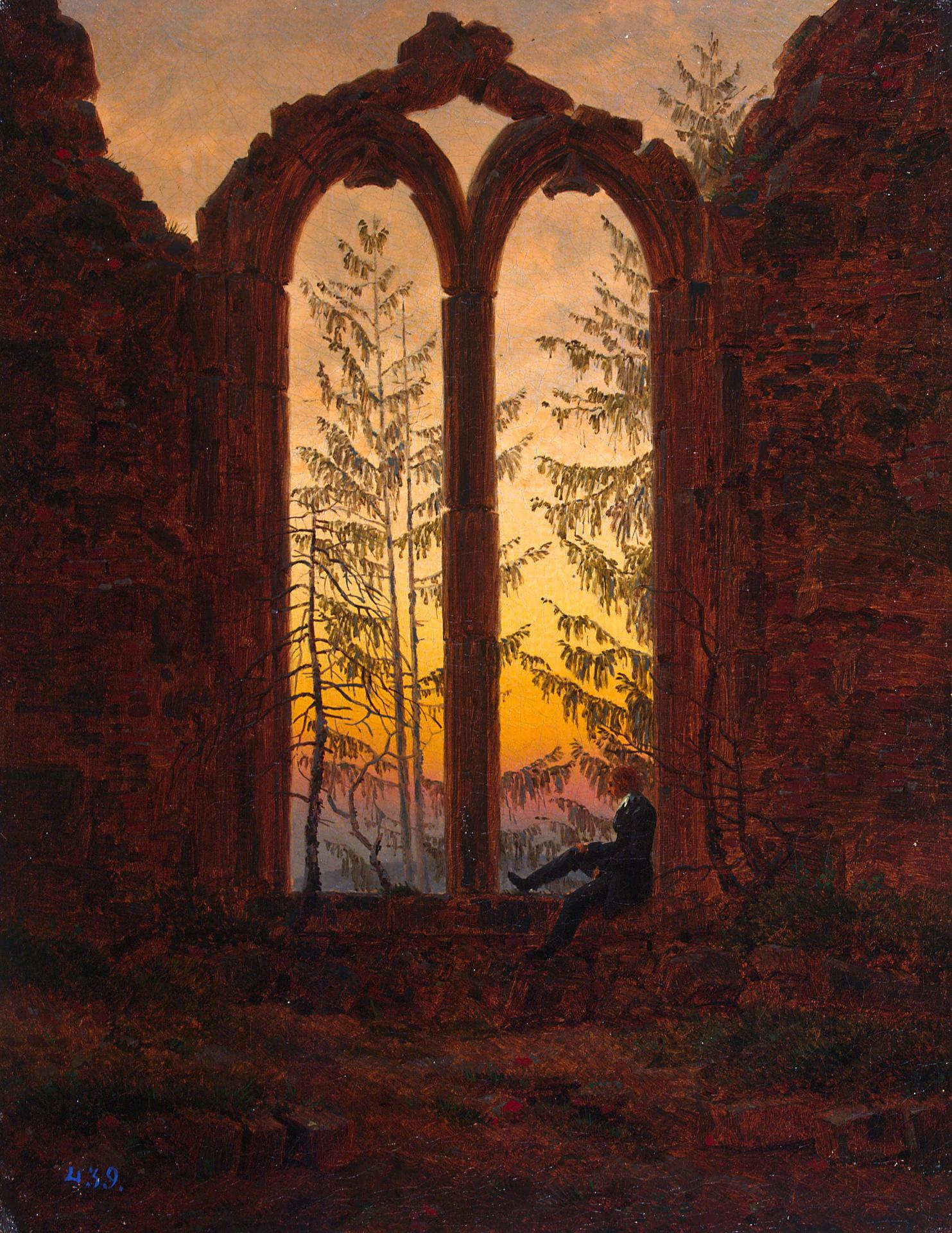
Drömmaren (1835).